# إبراهيم الشابندر
إبراهيم بن محمود جلبي بن محمد سعيد بن آحمد أغا الشابندر كان من التجار العراقيين الكبار ومن أعضاء مجلس غرفة تجارة بغداد، كما كان محاميا وعضوا في محكمة التمييز.
ولد عام 1890 في بغداد، والده محمود جلبي الشابندر من أغنياء بغداد وهو باني مسجد الشابندر في محلة السفينة بمنطقة الأعظمية في بغداد.
درس في المدرسة السلطانية وأسرته القوات البريطانية سنة 1917. انتمى إلى الجامعة الأمريكية في بيروت، وبعد عودته إلى بغداد بعد وفاة والده سنة 1935 تولى إدارة أملاكه مع أخيه موسى الشابندر. كما أنه حاصل على شهادة من جامعة أمريكية في نيويورك.
كان عضوا في مجلس إدارة المصرف الزراعي الصناعي ونائب رئيس مجلس المصرف الوطني العراقي (البنك المركزي العراقي لاحقا).
انتخب عضوا في مجلس النواب العراقي سنة 1933 وسنة 1934 وسنة 1948 لكنه استقال من عضوية مجلس النواب العراقي في سنة 1949 للتفرغ لنشاطه التجاري.
كانت له مساهمات خيرية كثيرة في مجال جمعيات حماية الطفل ومكافحة السل والهلال الأحمر والجمعيات الخيرية الأخرى.
شغل منصب وزير المالية في وزارة مصطفى محمود العمري.
توفي عام 1957.
وهو شقيق الوزير والسفير موسى الشابندر.

## مؤلفاته
- مجموعة المقررات الاستئنافية والتمييزية الحقوقية الصادرة من محكمة تميز العراق، 1931[7]